# Kunstgalerie Dubrovnik
Die Kunstgalerie Dubrovnik (kroatisch: Umjetnička galerija Dubrovnik, auf Englisch: MOMAD Museum of Modern Art Dubrovnik) ist ein Kunstmuseum in Dubrovnik in Kroatien, das moderne und zeitgenössische Kunst zeigt.

## Geschichte
Das Museum wurde 1945 gegründet und befand sich zunächst in einem Palast im Pile-Quartier hinter dem Pile-Tor. 1948 bezog es das heutige Gebäude, den „Banac-Palast“ am Put Frana Supila (Frano Supilo-Weg) 23.
Der weitläufige repräsentative Bau war in der Zwischenkriegszeit 1932–1939 vom Reeder Božidar „Božo“ Banac (1883–1945) für seine Familie erbaut worden. Banac war damals einer der reichsten Bürger Dubrovniks. Er starb bei Kriegsende in New York an Leukämie. Die Baupläne stammten von den kroatischen Architekten Lavoslav Horvat (1901–1989) und Harold Bilinić (1894–1984). Sie orientierten sich dabei an den monumentalen Bauwerken der Gotik und Renaissance Dubrovniks wie dem Rektorenpalast oder dem Sponza-Palast.
Zur Kunstgalerie gehören seit 1997 auch die Galerie Dulčić Masle Pulitika (mit Werken der drei Künstler Ivo Dulčić, Antun Masle und Đuro Pulitika) neben dem Rektorenpalast und seit 2008 das Atelier Pulitika in der St. Johannes-Festung, beide in der Altstadt gelegen.

## Sammlung
Die Sammlung umfasst 2'804 Kunstwerke (Stand 2024) vor allem von Künstlern und Künstlerinnen mit Bezug zu Dubrovnik und seiner Umgebung. Sie wird durch Ankäufe und Schenkungen kontinuierlich erweitert. Der Hauptschwerpunkt liegt auf der klassischen Moderne von Ende des 19. Jahrhunderts und Anfang des 20. Jahrhunderts, insbesondere den beiden über Kroatien hinaus bekannten Malern Vlaho Bukovac (1855–1922) und Celestin Mato Medović (1857–1920).

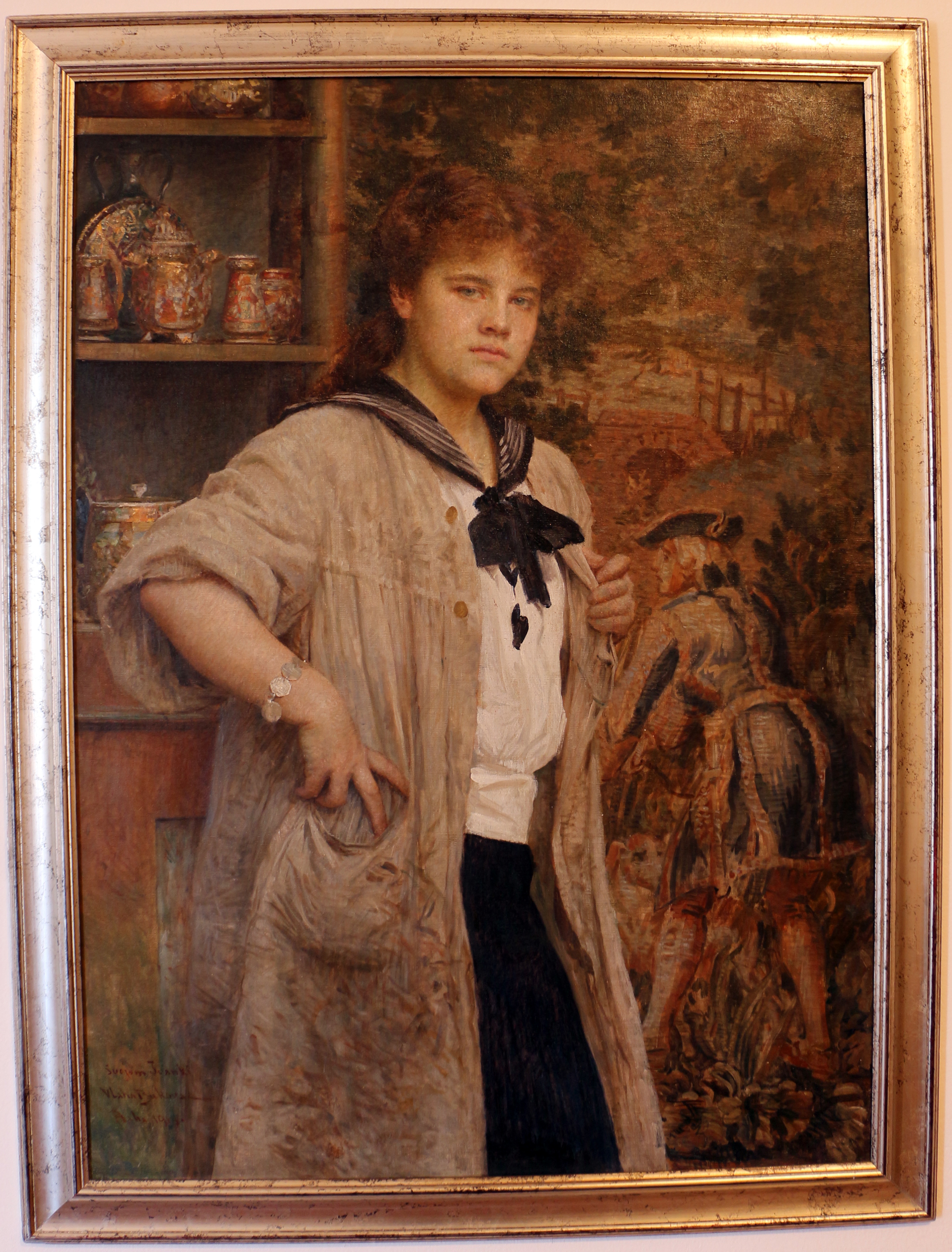
Vlaho Bukovac: Junge Künstlerin, 1914

Bukovac war in Cavtat geboren und aufgewachsen. Mit 11 Jahren verließ er seine Heimat, wanderte zunächst nach Amerika aus und lebte später in Paris, Belgrad, Zagreb, Wien und Prag. Er brachte als erster die Freilichtmalerei nach Kroatien. Sein Stil ist grundsätzlich noch dem Realismus verpflichtet, zeigt aber in seinem Spätwerk Einflüsse von Impressionismus und Pointillismus. Die Kunstgalerie Dubrovnik besitzt 288 Werke von ihm, die damit rund 10 Prozent der gesamten Sammlung ausmachen. Unter anderem sind seine Gemälde „Porträt von Katarina Bibica“ (Portret Katarine Bibica, 1891), „Straße in Cavtat“ (Ulica u Cavtatu, um 1900) und „Junge Künstlerin“ (Mlada umjetnica, 1914) zu sehen.

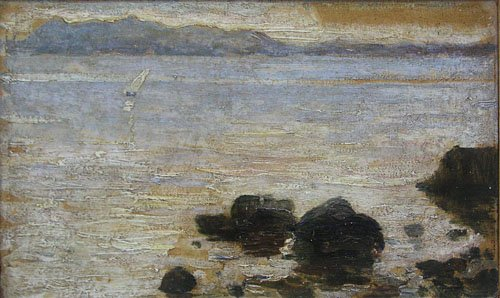
Celestin Mato Medović: Abenddämmerung am Meer, um 1900

Medović stammte von der Halbinsel Pelješac und war zunächst Ordensbruder im Dubrovniker Franziskanerkloster, aus dem er 1895 wieder austrat. Er zog nach Zagreb, blieb seiner Heimat aber verbunden. In der Kunstgalerie sind vornehmlich seine delikaten Landschaftsbilder zu sehen, darunter „Abenddämmerung am Meer“ (Suton na moru, 1898–1901).
Weitere bedeutende Gemälde der Moderne sind zum Beispiel „Stillleben mit Honigmelone“ (Mrtva priroda s dinjom, 1912) von Miroslav Kraljević (1885–1913), Neretvanische Siesta„“ (Neretvanska siesta, 1937) von Vladimir Becić (1886–1954) und „Kleiner Flötenspieler“ (Mali frulaš, 1938) von Ljubo Babić (1890–1974). Ferner besitzt das Museum Skulpturen und Plastiken von Ivan Meštrović (1883–1962), Frano Kršinić (1897–1982) und Robert Frangeš-Mihanović (1872–1940).
Die Sammlung „zeitgenössischer Kunst“ enthält Kunstwerke, die nach dem Zweiten Weltkrieg entstanden sind. Dazu gehören Skulpturen, Gemälde, Grafiken, Fotografien, Video- und Kunstinstallationen.

## Statistik
Im Jahr 2023 besuchte eine Rekordzahl von 74'064 Personen die drei Standorte der Kunstgalerie Dubrovnik, womit die Besucherzahl aus dem Vorjahr (51'037) um 45 % gesteigert wurde. Rund 73 % waren Touristen aus dem Ausland. Das Museum am Hauptstandort (die eigentliche Kunstgalerie, mit der sich dieser Artikel beschäftigt) besuchten 28'106 Personen, die Galerie Dulčić Masle Pulitika 19'835 Personen, das Atelier Pulitika 26'123 Personen.
Im selben Jahr konnten die Finanzen zu 13,17 % mit Eigeneinnahmen gedeckt werden. Der Rest wurde über Spenden (12,68 %) und die öffentliche Hand (kommunal 72,84 %, national 1,32 %) gedeckt.